# دير غيثة الاشيم (أسلم)

تعديل مصدري - تعديل

دير غيثة الاشيم هي إحدى قرى عزلة أسلم اليمن بمديرية أسلم التابعة لمحافظة حجة، بلغ تعداد سكانها 163 نسمة حسب تعداد اليمن لعام 2004.